# 實況旅人
《實況旅人》，是由遊戲熵所製作的电子角色扮演游戏，2020年5月7日於Android和iOS平台上發布。

## 遊戲內容
該遊戲作品是一款模擬社群平台運作的關卡式冒險角色扮演遊戲，玩家在遊戲中會扮演一名實況冒險者並操作一個名為「哈普書」的擬真社群平台，並與其他非玩家角色在平台上互動，透過互動的方式玩家可以獲得冒險資訊以及代表冒險關卡的主題標籤，使用主題標籤後玩家即可進入冒險關卡冒險，並同時培養自己的角色以及推進遊戲劇情。進入冒險後角色也會開啟實況功能，並在實況中獲取觀眾的贊助，以成為百萬實況主為目標，但不同的觀眾觀看直播後也會有不同樣的正負面評價。遊戲中玩家身處於重度的社群平台使用國，因此玩家也需面對社群平台常發生的網路輿論、群眾獵巫（網路霸凌）或者是同溫層效應等各種現實世界也會發生的社群網路問題。
遊戲劇情中在講述主角身處在一個名為歐伏來王國（Kindom Ohfly）的國家中，這個國家的國王因為年事已高，需要他人繼承王位，而他養育的兩名兒女正好擁有繼承王位的資格，依照國家繼承王權的規制，只要社群訂閱數最高的繼承者即可取得王權。同時，國內也盛傳著只要社群訂閱數越高，而有幸讓繼承者在貼文上欽點的話，等到繼承者繼承王位時就可以加封進爵，因此也吸引了許多實況冒險者開始在社群平台實況以讓自己所支持的繼承者能夠在這個王位爭權的浪潮下獲得支持，而王國的許多大臣們也在這樣的浪潮下各懷鬼胎、蠢蠢欲動。

## 外部連結
- 《實況旅人》製作團隊 遊戲熵 Gamtropy官方網站 （页面存档备份，存于）
- 《實況旅人》facebook粉絲專頁 （页面存档备份，存于）